# Riviera (brytyjski serial telewizyjny)
Riviera – brytyjski serial telewizyjny (Serial kryminalny, Serial dramatyczny, thriller) wyprodukowany przez Archery Pictures oraz Primo Productions, którego twórcą jest Neil Jordan. Serial jest emitowany od 15 czerwca 2017 roku przez platformę Sky Atlantic, natomiast w Polsce od 29 sierpnia 2017 roku na TVP 1.

## Fabuły
Akcja serialu dzieje się na Riwierze Francuskiej. Opowiada o Georginie, Amerykance, która prowadzi spokojne życie u boku swojego męża, milionera Constantine'a Cliosa. Pewnego dnia jej mąż ginie w tajemniczym wybuchu na jachcie rosyjskiego handlarza broni.
Georgina jest przekonana, że nie był to przypadek. Postanawia  prowadzić śledztwo, które ujawnia mroczne sekrety Constantine'a.

## Obsada
- Julia Stiles jako Georgina Marjorie Clios[3]
- Lena Olin jako Irina Atman[3]
- Iwan Rheon jako Adam Clios[3]
- Adrian Lester jako Robert Carver[3]
- Anthony LaPaglia jako Constantine Clios
- Phil Davis jako Jukes[3]
- Dimitri Leonidas jako Christos Clios[3]
- Roxane Duran jako Adriana Clios[3]
- Amr Waked jako Karim Delormes
- Igal Naor jako Jakob Negrescu

## Odcinki
| Sezon | Odcinki | Oryginalna emisja w Sky Atlantic | Oryginalna emisja w Sky Atlantic | Oryginalna emisja w TVP 1 | Oryginalna emisja w TVP 1 | Oryginalna emisja w TVP 1 |
| Sezon | Odcinki | Premiera sezonu                  | Finał sezonu                     | Premiera sezonu           | Finał sezonu              |                           |
| ----- | ------- | -------------------------------- | -------------------------------- | ------------------------- | ------------------------- | ------------------------- |
| 1     | 10      | 15 czerwca 2017                  | 5 sierpnia 2017                  | 29 sierpnia 2017          | 31 października 2017      |                           |
| 1     | 10      | 23 maja 2019                     | 18 lipca 2019                    |                           |                           |                           |

### Sezon 1 (2017)
| Nr | #  | Tytuł               | Reżyseria         | Scenariusz                  | Premiera w Sky Atlantic | Premiera w TVP 1     |
| -- | -- | ------------------- | ----------------- | --------------------------- | ----------------------- | -------------------- |
| 1  | 1  | Villa Carmella      | Philipp Kadelbach | Neil Jordan & John Banville | 15 czerwca 2017         | 29 sierpnia 2017     |
| 2  | 2  | Faussaires          | Philipp Kadelbach | Neil Jordan, John Banville  | 22 czerwca 2017         | 5 września 2017      |
| 3  | 3  | La chambre secrète  | Damon Thomas      | Lydia Adetunji              | 29 czerwca 2017         | 12 września 2017     |
| 4  | 4  | Tableaux de famille | Damon Thomas      | Christopher Smith           | 6 lipca 2017            | 19 września 2017     |
| 5  | 5  | Elena               | Hans Herbots      | Stacey Gregg                | 13 lipca 2017           | 26 września 2017     |
| 6  | 6  | Travail d'artiste   | Hans Herbots      | Stacey Gregg                | 20 lipca 2017           | 3 października 2017  |
| 7  | 7  | Le Don              | Adrian Lester     | Lydia Adetunji              | 27 lipca 2017           | 10 października 2017 |
| 8  | 8  | La Clé              | Adrian Lester     | Stacey Gregg                | 29 lipca 2017           | 17 października 2017 |
| 9  | 9  | Oeil pour oeil      | Paul Walker       | Guy Burt                    | 5 sierpnia 2017         | 24 października 2017 |
| 10 | 10 | À la vue de tous    | Paul Walker       | Guy Burt, Sophie Petzal     | 5 sierpnia 2017         | 31 października 2017 |

### Sezon 2 (2019)
| Nr | #  | Tytuł         | Reżyseria          | Scenariusz     | Premiera w Sky Atlantic | Premiera w TVP 1 |
| -- | -- | ------------- | ------------------ | -------------- | ----------------------- | ---------------- |
| 11 | 1  | Episode #2.1  | Hans Herbots       | Gabbie Asher   | 23 maja 2019            |                  |
| 12 | 2  | Episode #2.2  | Hans Herbots       | Gabbie Asher   | 23 maja 2019            |                  |
| 13 | 3  | Episode #2.3  | Hans Herbots       | Matt Evans     | 30 maja 2019            |                  |
| 14 | 4  | Stolpersteine | Paul Norton Walker | Steve Bailie   | 6 czerwca 2019          |                  |
| 15 | 5  | Restitution   | Paul Norton Walker | Steve Bailie   | 13 czerwca 2019         |                  |
| 16 | 6  | Original Sin  | Paul Norton Walker | Damian Wayling | 20 czerwca 2019         |                  |
| 17 | 7  | Bloodlines    | Destiny Ekaragha   | Liz Lake       | 27 czerwca 2019         |                  |
| 18 | 8  | Episode #2.8  | Destiny Ekaragha   | Matt Evans     | 4 lipca 2019            |                  |
| 19 | 9  | Episode #2.9  | Hans Herbots       | Matt Evans     | 11 lipca 2019           |                  |
| 20 | 10 | Episode #2.10 | Hans Herbots       | Gabbie Asher   | 18 lipca 2019           |                  |

## Produkcja
21 kwietnia 2016 roku, platforma Sky Atlantic  zamówiła pierwszy sezon dramatu.
9 sierpnia 2016 roku, ogłoszono obsadę serialu, do której dołączyli: Julia Stiles jako Georgina Marjorie Clios, Lena Olin jako Irina Atman,  Iwan Rheon jako Adam Clios, Adrian Lester jako Robert Carver, Anthony LaPaglia jako Constantine Clios,  Phil Davis jako Jukes, Dimitri Leonidas jako Christos Clios oraz Roxane Duran jako Adriana Clios.
26 listopada 2017 roku, platforma Sky Atlantic zamówiła drugi sezon dramatu.